# Знак „ет”
@ је типографски карактер. Налази се у основном скупу АСКИ знакова. Његов број је 64 (децимално), односно 40 (хексадецимално). Његова употреба повезује се пре свега са коришћењем у адреси електронске поште, за одвајање корисничког имена и домена.

## Име знака у српском језику
Име овог знака у српском језику има више облика, најчешће се чита ет (према енглеском at), затим "при", "на", а назива се и ет-знак, лудо а, мајмунско а, мајмунчић, мајмунче или манки (од енглеске речи monkey).

## Употреба пре и ван рачунарског света
Историја коришћења симбола @ је позната. Ова ознака је дуго била коришћена у шпанском и португалском језику као скраћеница од имена ароба - јединице тежине еквивалентне са 25 килограма. Име потиче од изговора речи "четвртина" у арапском језику. Први историјски документ који садржи знак @ је шпански регистар пошиљке пшенице од Кастиље ка Арагону из 1448. године.
Комерцијална употреба симбола @ је била у значењу "свака на", односно "по стопи од" у означавању цена. На пример, трошкови "12 јабука @ $2" ће бити 24 долара.

## Модерна употреба

### Е-пошта, имејл
У адреси електронске поште (која се преноси преко SMTP), знак @ се убацује између корисничког имена и домена, као на пример:
saradnik@sr.wikipedia.org
корисничко име је "saradnik" и налази се на (при) домену "sr.wikipedia.org"
Још увек није могуће користити електронску пошту са ћириличним знаковима. Често се симбол @ замењује сликом или речима НА у имејл-адресама, како би се избегла нежељена пошта, као на пример на контакт страници Википедије.

### Четовање и форуми
Симбол @ се на форумима често користи као ознака обраћања одређеној особи. На пример, ако у дискусији учествује више особа и напишемо @Иван, порука која следи намењена је кориснику Иван:

Јасна: Добар дан!

Иван: Немамо чланак о знаку @

Пера: Здраво Јасна, послао сам ти слику на маил.

Јасна: Примила сам твој маил. @Иван: ниси скоро гледао, један сарадник је управо написао чланак о знаку @

### Програмирање
Симбол @ се користи у многим програмским језицима, али његова употреба није стандардизована и код већине језика има друго значење.
- C# - омогућава да се кључне речи могу користити као идентификатори и за обележавање посебне врсте стрингова
- Java - од верзије 5.0. се користи да означи врсту метаподатака
- Pascal - @ је оператор који значи „адреса променљиве“, тј. говори о меморијској локацији на којој је смештена променљива
- Perl -@ претходи променљивим које садрже низове
- PHP - користи се испред израза да се потисне евентуална грешка која би се генерисала тим изразом
- FoxPro - користи се да означи експлицитно прослеђивање варијабли приликом позивања процедуре или функције (али то није оператер адресе).
- Windows PowerShell - @ се користи као оператер за низове података

### Мали ет знак
Поред знака '@' у својој нормалној величини, постоји и Уникод знак за мањи ет-знак '@'. Његов број је 65131 (децимално) и FE6B (хексадецимално), а у кодној мапи налази се између ревизија малих фонтова. Зависно о типу фонта, мали ат-знак има величину малих слова, али је често мањи од њих.

### Тастатура
На тастатури у стандардном енглеском (америчком) распореду знак @ се налази изнад цифре 2, и добија се притиском тастера SHIFT и цифре 2. На тастатури са српским распоредом (и ћириличном и латиничном) знак @ се добија притиском десног ALT тастера и тастера са ознаком V.

## Именовање у другим језицима
Симбол @ на разним језицима има различите уобичајене називе. У доста језика је прешао и енглески изговор, а остала имена су углавном варијанте слова А или животиња (мајмун, слон, ...)
- баскијски , умотан
- белоруски , спирала, односно пуж
- бошњачки, лудо а
- бугарски, лоше написано слово или мали мајмун
- чешки и словачки, зове се по јелу од увијених харинги (zavináč)
- дански , слонова сурла
- холандски, мали мајмунов реп
- немачки, паук мајмун
- грчки, паче
- мађарски, кукац односно црв
- италијански, пуж
- казашки, месечево ухо
- норвешки, коврџава алфа
- руски, пас
- швајцарски немачки, мајмунов реп